# رمپتندورف
رمپتندورف (به آلمانی: Remptendorf) یک شهر در آلمان است که در زاله-ارلا واقع شده‌است. رمپتندورف ۴٬۰۶۹ نفر جمعیت دارد.

## خواهرخوانده
شهر گوونو خواهرخواندهٔ رمپتندورف هست.